# Хугаев, Ролан Станиславович
Ролан Станиславович Хугаев (30 января 1985) — российский футболист, выступавший на позиции нападающего. Сыграл 4 матча в премьер-лиге России.

## Биография
Воспитанник владикавказского клуба «Юность», тренер — Алан Хасанович Качмазов. Также выступал за молодёжную команду тольяттинской «Лады».
В 2001 году присоединился к дублирующему составу «Алании», за следующие пять лет сыграл 54 матча и забил 3 гола в первенстве дублёров, также выступал за третий состав команды в соревнованиях любительских команд. В первой команде «Алании» дебютировал 17 октября 2004 года в матче премьер-лиги против раменского «Сатурна», выйдя на замену в перерыве вместо Игоря Тарловского. До конца сезона принял участие в четырёх матчах премьер-лиги, только один из них отыграл полностью.
В 2006 году покинул «Аланию» и перешёл в другой владикавказский клуб — «Автодор», затем выступал во втором дивизионе за «Губкин» и волгоградскую «Олимпию», но нигде не смог закрепиться. В возрасте 23 лет завершил профессиональную карьеру, в дальнейшем играл на любительском уровне за клубы Северного Кавказа.